# جزر تشانغشان
جزر تشانغشان، مقاطعة صينية، ومركز هام لصيد الاسماك في شمال البحر الاصفر على الجانب الشرقى لشبه جزيرة لياودونغ بمقاطعة لياونينغ. تتكون من جزيرة تشانغشان الكبرى وجزيرة تشانغشان الصغرى وجزيرتى قوانغ وتشانغتسي وحوال 80 جزيرة صغيرة أخرى. جزيرة تشانغشان الكبرى هي الأكبر مساحة.